# Севше
Севше (швед. Sävsjö) — містечко (tätort, міське поселення) на Півдні Швеції в лені Єнчепінг. Адміністративний центр комуни Севше.

## Географія
Містечко знаходиться у південній частині лена Єнчепінг за 300 км на південний захід від Стокгольма.

## Історія
Дата 1 жовтня 1864 року вважається початком історії поселення, оскільки саме тоді було відкрито залізничну станцію Севше, яка отримала свою назву від сусіднього озера. На той час поселення налічувало лише кілька будинків, але з розвитком залізниці Севше почало поступово зростати.
Після приєднання у 1947 році ландскомун Норра Юнга та Валльше Севше отримало статус міста.

## Герб міста
Герб було розроблено для міста Севше: щит перетятий на золоте і синє поля, у синьому — золота мурована фортеця з трьома мерлонами. Золота мурована фортеця з трьома мерлонами означає руїни замку Екшеговґорд. Перетятий на золото і синє щит є гербом молодшого роду Стуре. Герб отримав королівське затвердження 1947 року.   
Після адміністративно-територіальної реформи, проведеної в Швеції на початку 1970-х років, муніципальні герби стали використовуватися лишень комунами. Цей герб був 1971 року перебраний для нової комуни Севше. 

## Населення
Населення становить 5 527 мешканців (2018). 

## Економіка
Основними галузями промисловості у Севше є насамперед деревообробна, харчова та металообробна.

## Спорт
У поселенні базуються гандбольний клуб Севше ГК, флорбольний клуб Севше ІБК, клуб хокею з м’ячем (бенді) Севше БК та інші. 

## Галерея

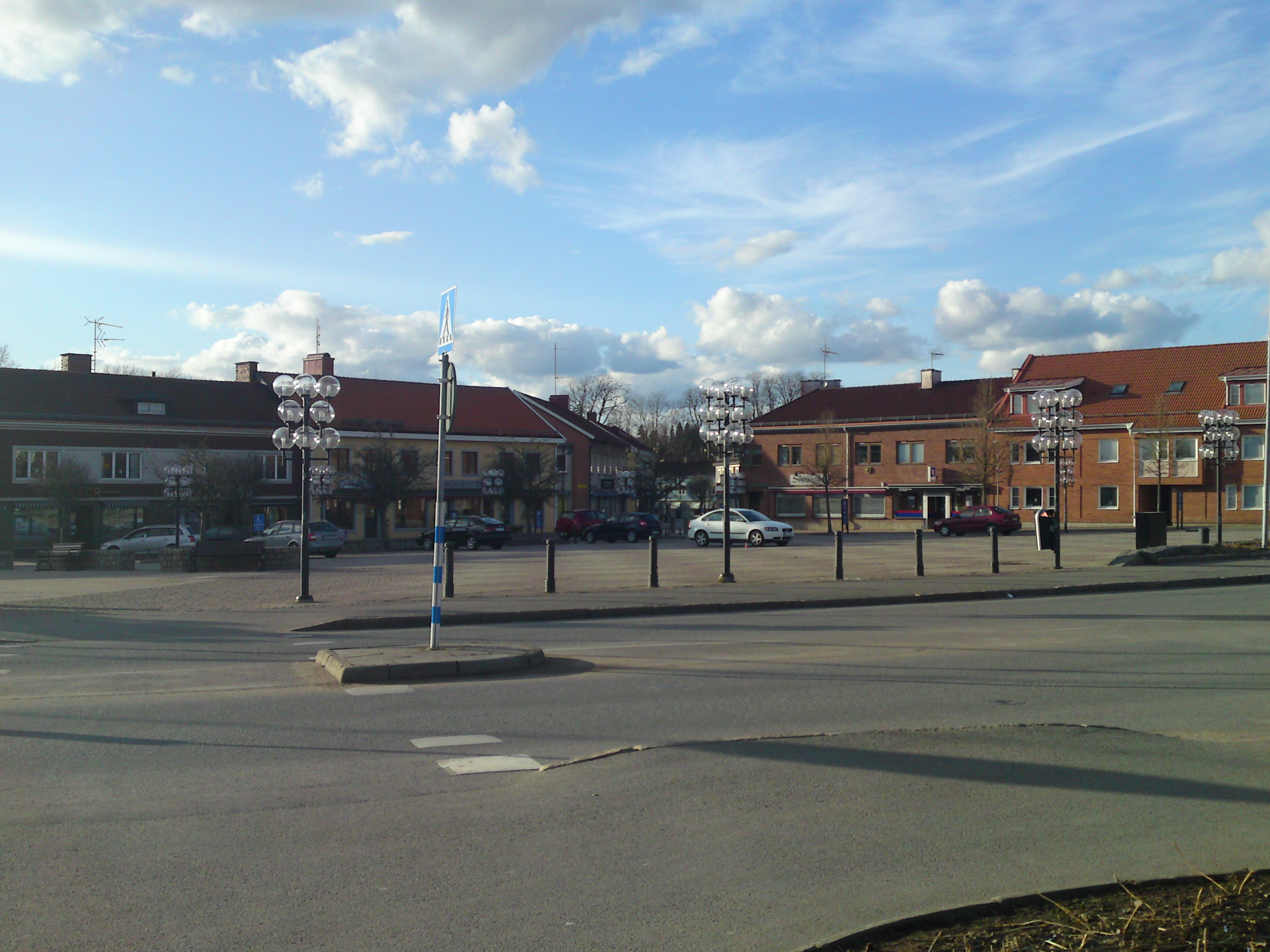
Центральна частина міста
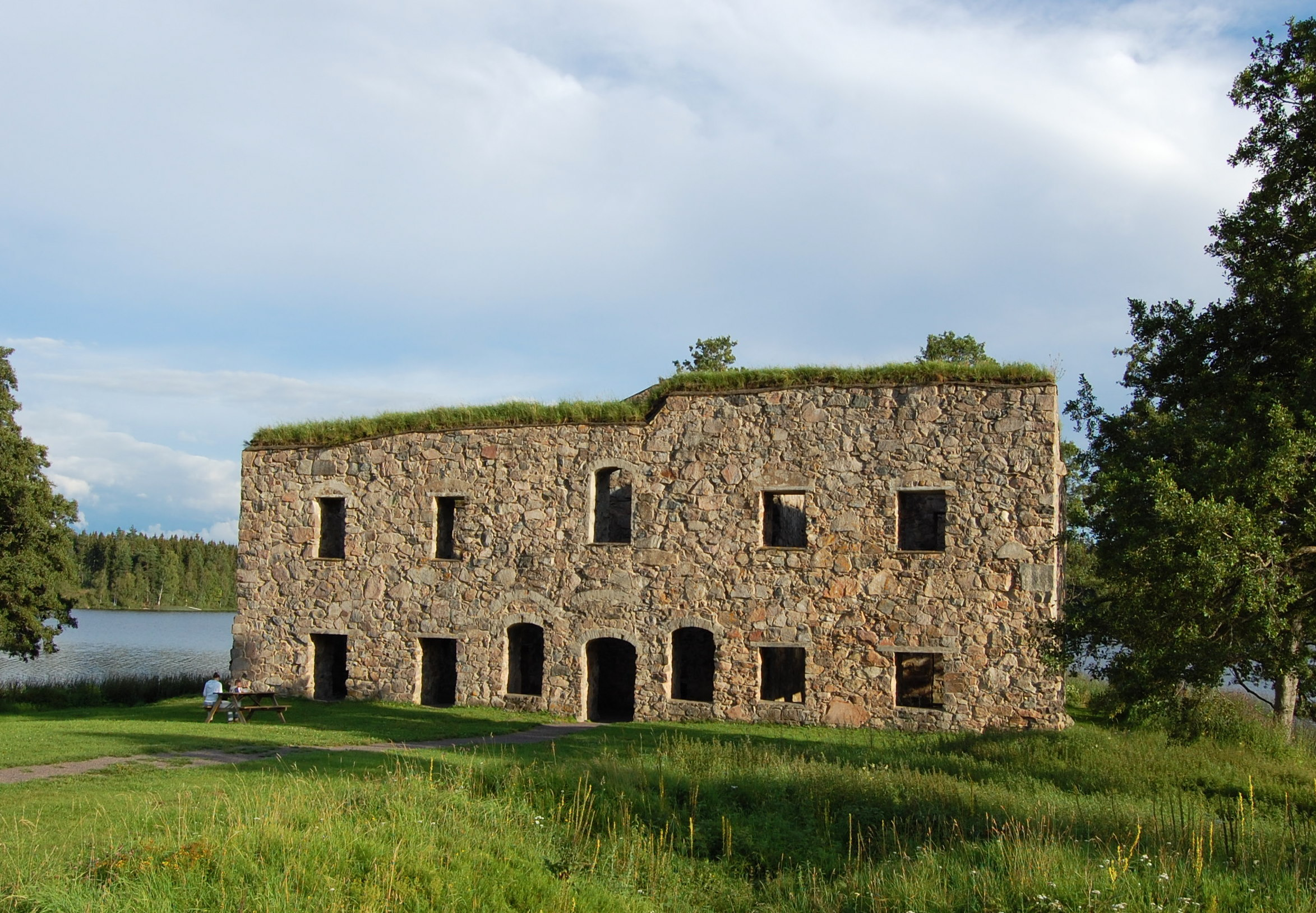
Руїни замку Екшеговґард
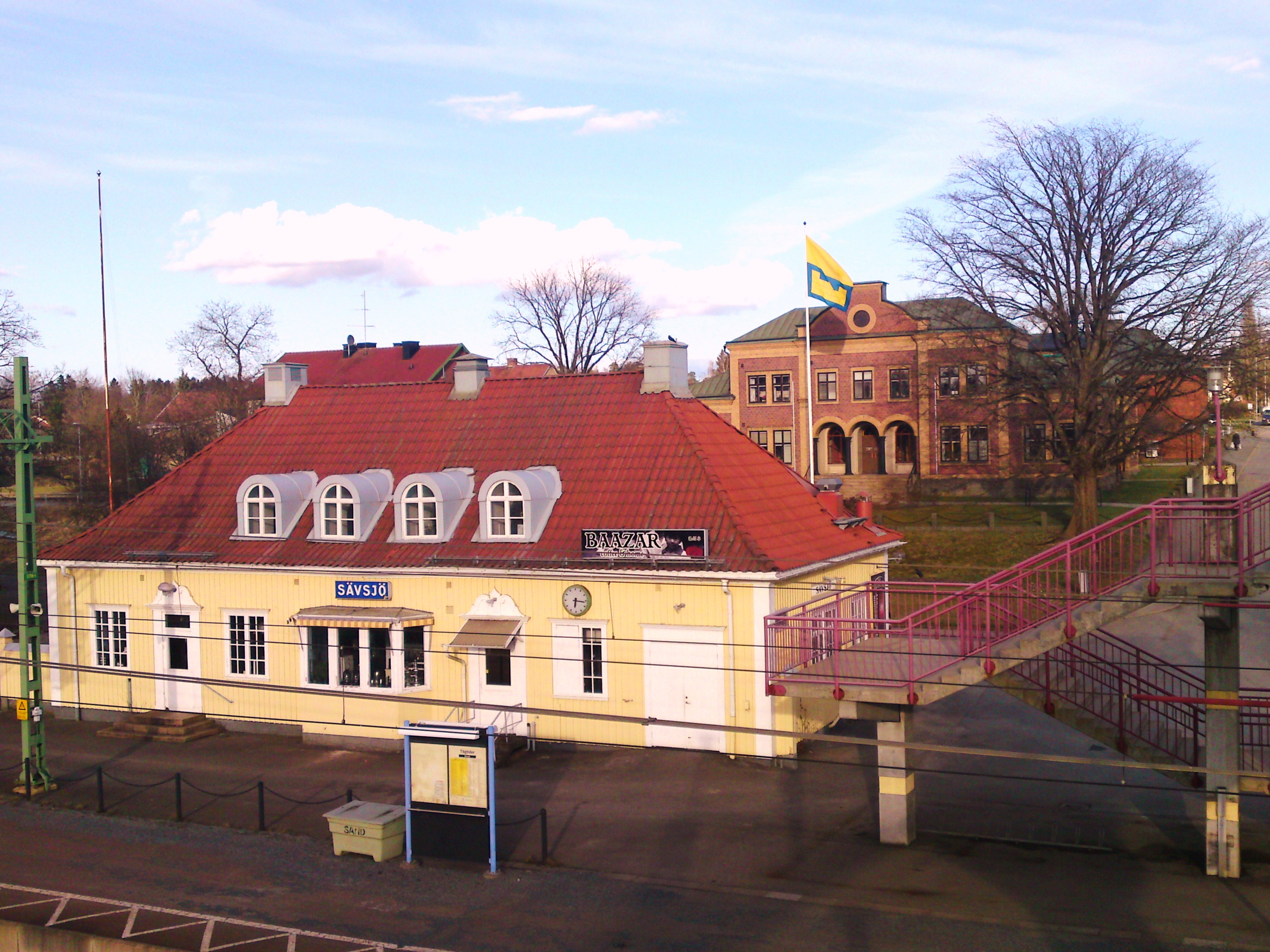
Залізнична станція
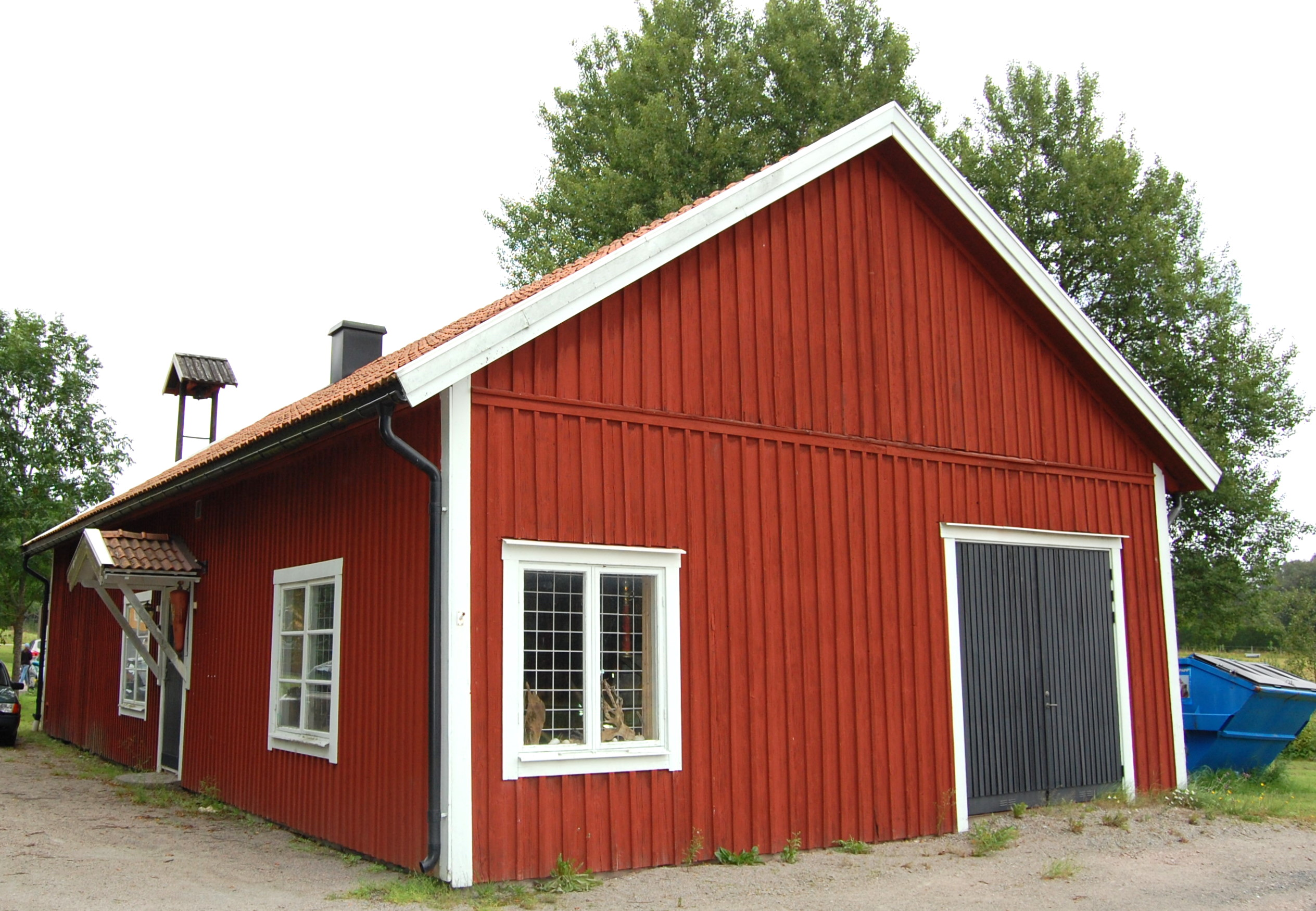
Пожежний музей

## Покликання
- Savsjo.se Сайт комуни Севше